# Pedro Lopes de Sousa (governador)
Pedro Lopes de Sousa (Bordonhos, c. 1540 - Danture, Ceilão, 1594), foi um fidalgo, militar e estadista português, nomeado 1.º capitão-geral da conquista do Ceilão em maio de 1594 e falecido na batalha de Danture, em outubro do mesmo ano.

## Biografia
Era filho segundogênito de Diogo Lopes de Sousa, 10.º Senhor de Bordonhos e dos padroados das respectivas Igrejas e de sua mulher e prima, D. Isabel de Sousa.
Desconhece-se a data exata do seu nascimento, mas tendo ele pelo menos dois irmãos mais velhos, o primeiro dos quais nasceu em meados da década de 1535, é provável que tenha ocorrido por volta de 1540.
Fez a sua carreira no Estado da Índia, onde serviu como capitão de Malaca. 
Em 1594, na sequência de desenvolvimentos políticos em Ceilão - que a coroa portuguesa considerou terem aberto uma oportunidade para estender o domínio português a todo o território da ilha, nomeadamente através da subjugação do Reino de Cândia, que até então tinha resistido com sucesso à expansão portuguesa - Pedro Lopes de Sousa foi nomeado para o novo cargo de "capitão-geral da conquista do Ceilão" (os representantes máximos da coroa portuguesa em Ceilão, com sede em Cota, tinham usado a designação de "capitão" entre 1518 e 1524 e a de "capitão-mór" após 1551).
Chegou a Colombo, vindo de Goa, com tropas frescas para reforçar o potencial militar português, em maio de 1594. Poucos meses mais tarde, comandou um exército composto por portugueses e auxiliares locais, conhecidos pela designação de Lascarins, que invadiu o Reino de Cândia com o objetivo de lá colocar no trono a rainha legítima, Dona Catarina, uma criança entre os 10 e os 12 anos de idade, que estava sob proteção portuguesa e tinha trocado o seu nome de nascença de Kusumasani Devi ao ser baptizada.
A primeira fase desta operação militar e política teve pleno sucesso: o rei de Cândia, Vimala Darma Suria, que pouco tempo antes havia usurpado o trono, fugiu para as montanhas em redor da capital e Pedro Lopes de Sousa colocou no trono a princesa Catarina.
Este êxito inicial não iria porém durar muito tempo. Os portugueses dificultaram o acesso da população de Cândia à rainha e isso fez com que começassem a circular rumores de que era sua intenção fazê-la casar com um fidalgo português (talvez o próprio governador), que criaram um clima de insatisfação geral entre o povo e a elite dirigente de Cândia; além disso, Pedro Lopes de Sousa fez executar o principal comandante dos Lascarins, chamado Jayawira Bandara, sob suspeita de estar em conluio com Vimala Darma Suria, o que levou à imediata deserção em massa das tropas locais, auxiliares do exército português.
Perante a nova realidade de correlação de força militar, que passara a ser altamente desfavorável para os portugueses, Lopes de Sousa decidiu que a única opção viável seria retirar o mais rapidamente possível da capital de Cândia. Mas Vimala Darma Suria veio-lhe no encalço, cortou-lhe a retirada em Danture, perto da capital, e aniquilou o exército português, incluindo o seu comandante, em 9 de outubro de 1594.
A batalha de Danture foi um importante ponto de viragem na História de Reino de Cândia, que assegurou então a sua independência e conseguiria mantê-la por mais de dois séculos, apesar de novas tentativas de anexação por parte de portugueses, holandeses e ingleses, até o ano de 1815.
A coroa portuguesa reagiu à derrota em Danture com a nomeação de um novo capitão-geral (D. Jerónimo de Azevedo) que chegou a Colombo, com reforços militares, em dezembro de 1594.

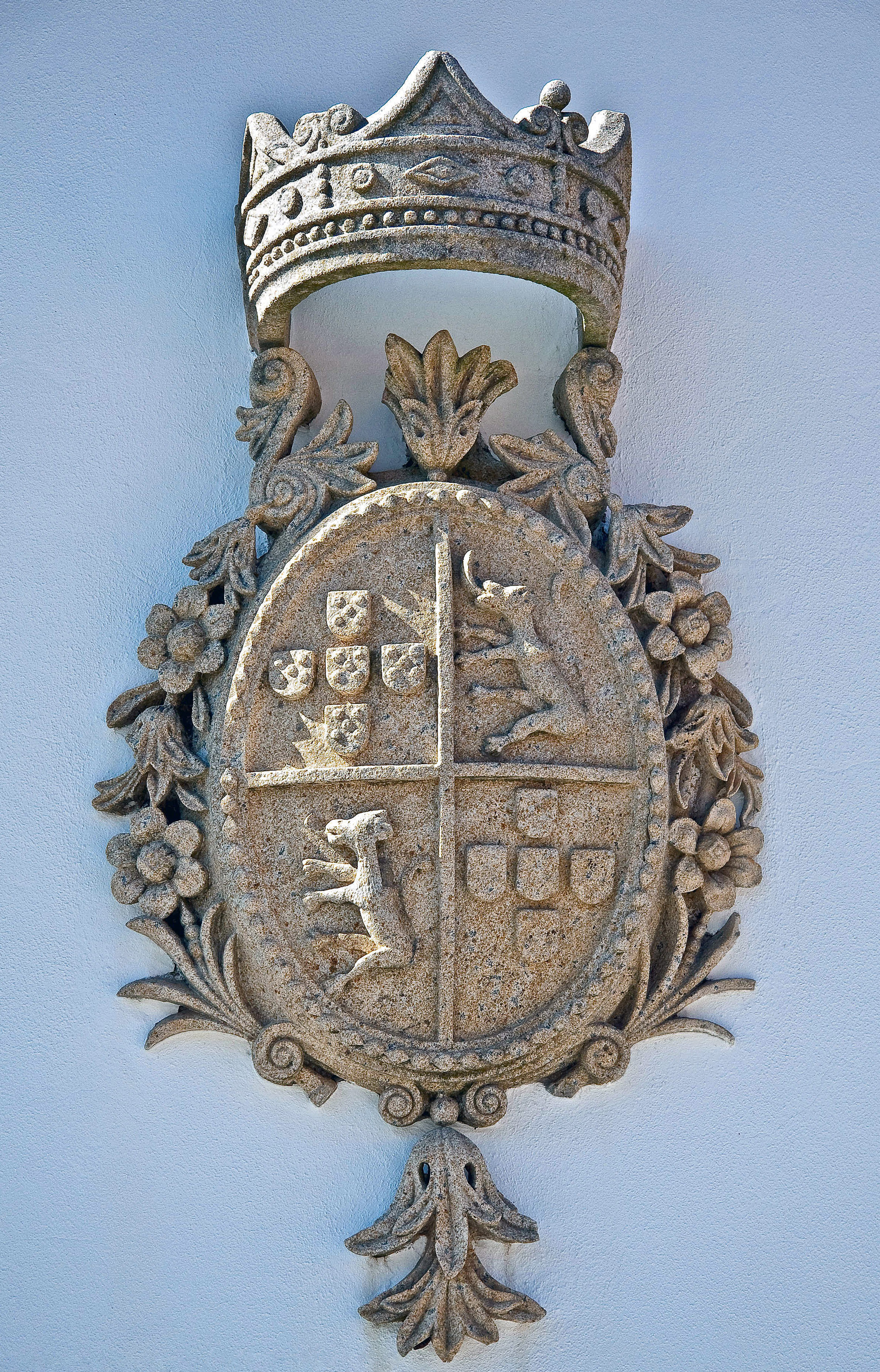
Armas dos Lopes de Sousa, senhores e morgados de Bordonhos

## Descendência
Casou duas vezes, a 1.ª vez com D. Bárbara de Melo, filha de Gaspar de Melo São Payo (ou Sampaio), desembargador da casa da Suplicação e sobrinha-neta de Fernão Vaz de Sampaio, senhor da casa de Vila Flor, tiveram um filho:
- Diogo Lopes de Sousa, ferido na batalha de Danture, veio mais tarde a falecer desses ferimentos. Sem geração.[2]

Casou pela 2.ª vez com D. Brites de Ataíde, filha de D. Diogo de Ataíde, capitão de Baçaim (que era neto paterno de D. Álvaro de Ataíde, senhor da Castanheira, Povos e Cheleiros e bisneto do 1.º conde de Atouguia) e de sua mulher Maria Antunes, com a seguinte descendência:
- Fradique Lopes de Sousa, capitão de Malaca, com geração, que em breve se extinguiu;

- D. Isabel de Sousa, que casou com Jorge de Albuquerque, filho do governador da índia Fernão de Albuquerque, com geração.